# Semidalis soleri
Semidalis soleri är en insektsart som beskrevs av Monserrat 1985. Semidalis soleri ingår i släktet Semidalis och familjen vaxsländor. Inga underarter finns listade i Catalogue of Life.